# 棒状レンズ状銀河

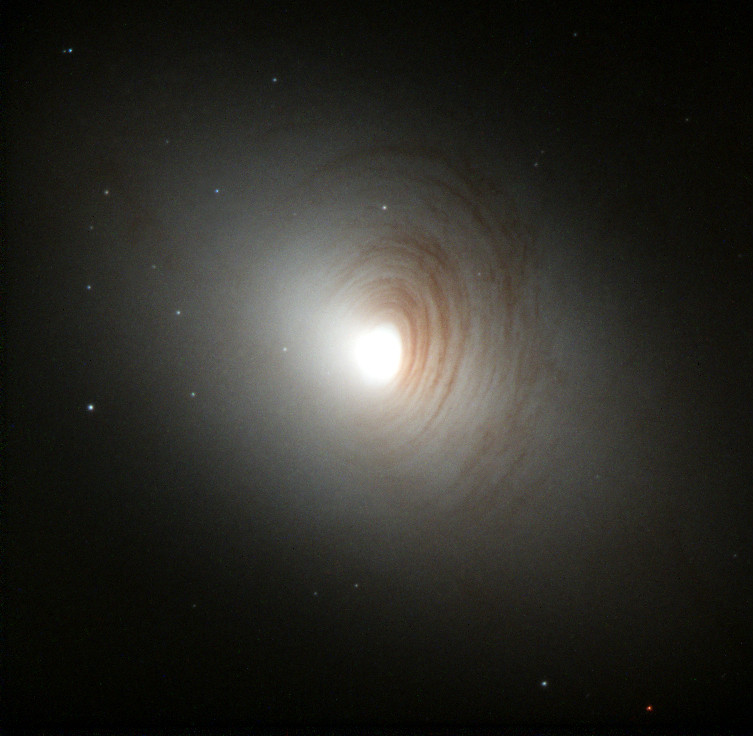
棒状レンズ状銀河の例NGC 2787

棒状レンズ状銀河（ぼうじょうレンズじょうぎんが、英: Barred lenticular galaxy）は、棒渦巻銀河に対応するレンズ状銀河である。ハッブル分類ではSB0と表される。この銀河の例には、NGC 2787がある。